# Небенцаль, Ицхак

Комиссия Аграната. Слева направо: генерал-лейтенант (в запасе) Игаэль Ядин, судья Моше Ландау, председатель комиссии судья Шимон Агранат, госконтролёр д-р Ицхак Небенцаль и генерал-лейтенант (в запасе) Хаим Ласков.

Ицхак Эрнст Небенцаль (нем. Yitzhak Nebenzahl; ивр. יצחק ארנסט נבנצל‎ 1907 год, Франкфурт-на-Майне, Германия — 19 декабря 1992, Израиль) — государственный контролёр Государства Израиль (1961—1981).
Родившись во Франкфурте-на-Майне в 1907 году, в 1933 году Небенцаль иммигрировал в подмандатную Палестину и поселился в Иерусалиме. До основания Государства Израиль служил офицером еврейской военной подпольной организации Хагана. С 1948 года, имея образование юриста, работал на руководящих должностях в государственном секторе, в том числе занимал ключевые позиции в руководствах государственных банков (председатель консультативного совета Банка Израиля и председатель Почтового банка).
В 1961 году был назначен государственным контролёром Израиля. Многие израильские СМИ признают именно за ним установление стандартов ответственности правительства. Например, в 1977 году он представил доклад, в котором подверг резкой критике израильское военное руководство за растрату средств и неспособность достойно ответить на внешние вызовы.
6 октября 1973 года после неожиданного нападения Египта и Сирии, Небенцаль вошёл в состав комиссии Аграната, призванной расследовать готовность Израиля к дальнейшим боевым действиям.
Небенцаль и его супруга Хилдегард родили пять детей. Его сын, Авигдор Небенцаль, стал главным раввином Старого города Иерусалима.